# Klubowe Mistrzostwa Świata w Piłce Nożnej 2009
Klubowy Puchar Świata 2009 – turniej piłkarski, który odbył się w dniach 9–19 grudnia 2009 roku w Zjednoczonych Emiratach Arabskich. Była to szósta edycja tego turnieju.

## Zespoły zakwalifikowane
| Zespół               | Strefa   | Kwalifikacje                                                   |
| -------------------- | -------- | -------------------------------------------------------------- |
| Gra w półfinale      |          |                                                                |
| Estudiantes          | CONMEBOL | Wygrany z Copa Libertadores 2009                               |
| FC Barcelona         | UEFA     | Wygrany z Liga Mistrzów UEFA (2008/2009)                       |
| Gra w ćwierćfinale   |          |                                                                |
| Atlante              | CONCACAF | Wygrany z Liga Mistrzów CONCACAF 2008/2009                     |
| Pohang Steelers      | AFC      | Wygrany z Liga Mistrzów AFC 2009                               |
| TP Mazembe           | CAF      | Wygrany z Liga Mistrzów CAF 2009                               |
| Gra w kwalifikacjach |          |                                                                |
| Auckland City FC     | OFC      | Wygrany z Klubowe Mistrzostwa Oceanii w piłce nożnej 2008/2009 |
| Al-Ahli Dubaj        | AFC*     | Gospodarz turnieju                                             |

## Stadiony
Klubowy Puchar Świata 2009 odbywa się na 2 stadionach.
| Miasto   | Stadion                    | Pojemność |
| -------- | -------------------------- | --------- |
| Abu Zabi | Mohammed Bin Zayed Stadium | 42.056    |
| Abu Zabi | Sheikh Zayed Stadium       | 49.500    |

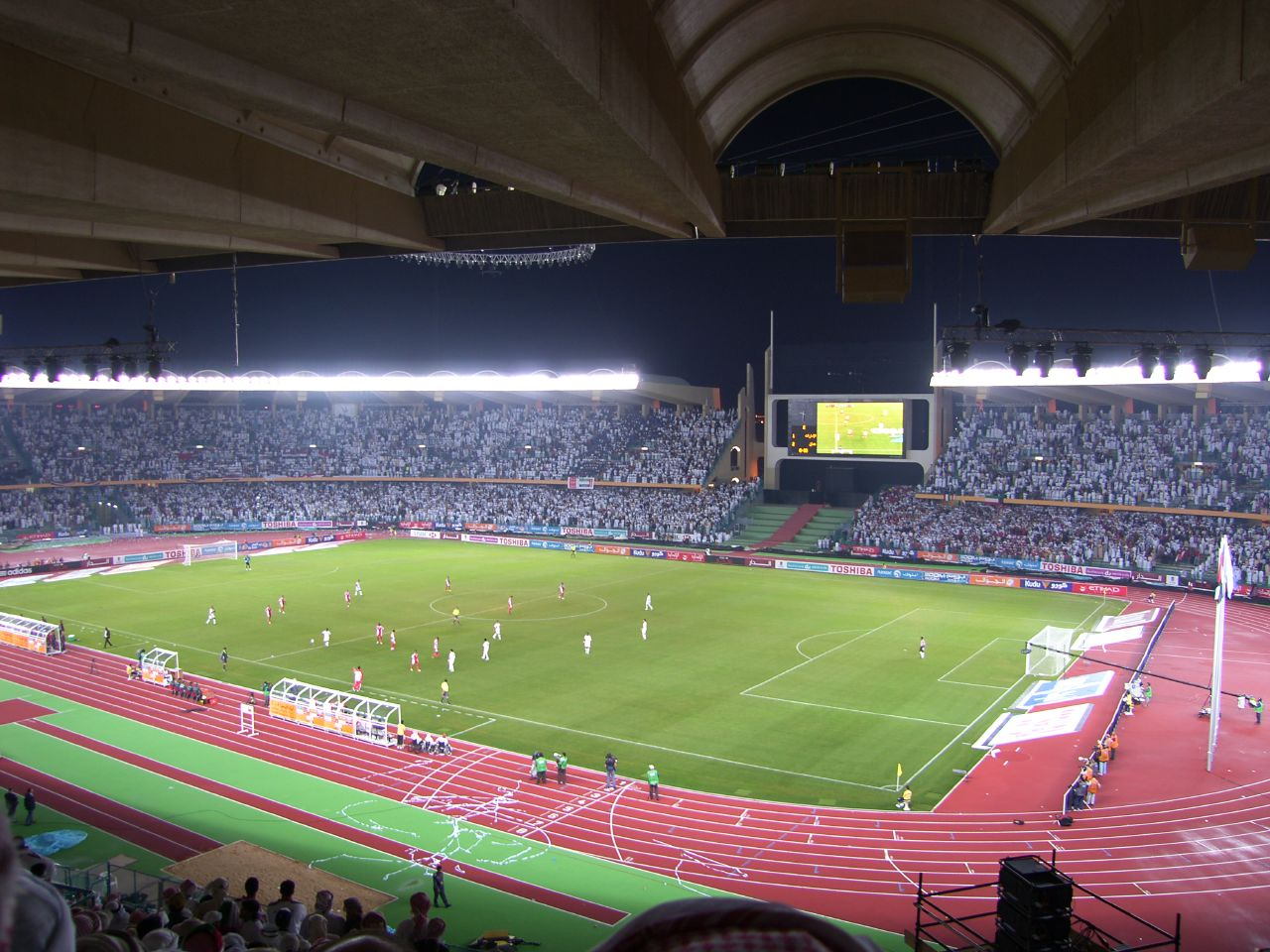
Sheikh Zayed Stadium

## Sędziowie
| Sędzia                     | Asystent          | Asystent               |
| Afryka                     | Afryka            | Afryka                 |
| -------------------------- | ----------------- | ---------------------- |
| Coffi Codjia               | Alexis Fassinou   | Desire Gahungu         |
| Azja                       |                   |                        |
| Matthew Breeze             | Jason Power       | Ben Wilson             |
| Ravshan Ermatov            | Rafael Ilyasov    | Abdukhamidullo Rasulov |
| Europa                     |                   |                        |
| Roberto Rosetti            | Stefano Ayroldi   | Cristiano Copelli      |
| Północna, Ameryka Środkowa |                   |                        |
| Benito Archundia           | Marvin Torrentera | Hector Vergara         |
| Oceania                    |                   |                        |
| Peter O Leary              | Brent Best        | Matthew Taro           |
| Ameryka Południowa         |                   |                        |
| Carlos Simon               | Roberto Braatz    | Altemir Hausmann       |

## Premie pieniężne
Dla uczestników turnieju zostały przygotowane nagrody pieniężne. Wysokość nagród zależy od zajętego miejsca w turnieju. Nagrody kształtują się na następującym poziomie:
- 1. miejsce: 5 000 000 $
- 2. miejsce: 4 000 000 $
- 3. miejsce: 2 500 000 $
- 4. miejsce: 2 000 000 $
- 5. miejsce: 1 500 000 $
- 6. miejsce: 1 000 000 $
- 7. miejsce: 500 000 $

## Mecze

### Drabinka
|  |                       |                       |                       |                       |                  |              |                       |                       |           |           |                       |                       |       |       |
|  | Play-off              | Play-off              |                       |                       | Ćwierćfinały     | Ćwierćfinały |                       |                       | Półfinały | Półfinały |                       |                       | Finał | Finał |
|  | Play-off              | Play-off              |                       |                       | Ćwierćfinały     | Ćwierćfinały |                       |                       | Półfinały | Półfinały |                       |                       | Finał | Finał |
|  |                       |                       | 11 grudnia – Abu Zabi |                       |                  |              |                       |                       |           |           |                       |                       |       |       |
|  |                       |                       |                       |                       |                  |              |                       |                       |           |           |                       |                       |       |       |
|  | TP Mazembe            | 1                     | 15 grudnia – Abu Zabi | 15 grudnia – Abu Zabi |                  |              |                       |                       |           |           |                       |                       |       |       |
|  | TP Mazembe            | 1                     | 15 grudnia – Abu Zabi | 15 grudnia – Abu Zabi |                  |              |                       |                       |           |           |                       |                       |       |       |
|  | Pohang Steelers       | 2                     |                       |                       | Pohang Steelers  | 1            |                       |                       |           |           |                       |                       |       |       |
|  | Pohang Steelers       | 2                     |                       |                       | Pohang Steelers  | 1            |                       |                       |           |           |                       |                       |       |       |
|  | 9 grudnia – Abu Zabi  | 9 grudnia – Abu Zabi  |                       |                       |                  |              | Estudiantes           | 2                     |           |           | 19 grudnia – Abu Zabi | 19 grudnia – Abu Zabi |       |       |
|  | 9 grudnia – Abu Zabi  | 9 grudnia – Abu Zabi  |                       |                       |                  |              | Estudiantes           | 2                     |           |           | 19 grudnia – Abu Zabi | 19 grudnia – Abu Zabi |       |       |
|  | Al-Ahli Dubaj         | 0                     | 12 grudnia – Abu Zabi | 12 grudnia – Abu Zabi |                  |              | Estudiantes           | 1                     |           |           |                       |                       |       |       |
|  | Al-Ahli Dubaj         | 0                     | 12 grudnia – Abu Zabi | 12 grudnia – Abu Zabi |                  |              | Estudiantes           | 1                     |           |           |                       |                       |       |       |
|  | Auckland City FC      | 2                     |                       |                       | Auckland City FC | 0            | 16 grudnia – Abu Zabi | 16 grudnia – Abu Zabi |           |           | FC Barcelona          | 2                     |       |       |
|  | Auckland City FC      | 2                     |                       |                       | Auckland City FC | 0            | 16 grudnia – Abu Zabi | 16 grudnia – Abu Zabi |           |           | FC Barcelona          | 2                     |       |       |
|  |                       |                       |                       |                       | Atlante          | 3            |                       |                       | Atlante   | 1         |                       |                       |       |       |
|  |                       |                       |                       |                       | Atlante          | 3            |                       |                       | Atlante   | 1         |                       |                       |       |       |
|  |                       |                       |                       |                       | FC Barcelona     | 3            |                       |                       |           |           |                       |                       |       |       |
|  |                       |                       |                       |                       | FC Barcelona     | 3            |                       |                       |           |           |                       |                       |       |       |
|  |                       |                       |                       |                       |                  |              |                       |                       |           |           |                       |                       |       |       |
|  |                       |                       |                       |                       |                  |              |                       |                       |           |           |                       |                       |       |       |
|  | Mecz o 5. miejsce     | Mecz o 5. miejsce     | Mecz o 3. miejsce     | Mecz o 3. miejsce     |                  |              |                       |                       |           |           |                       |                       |       |       |
|  | Mecz o 5. miejsce     | Mecz o 5. miejsce     | Mecz o 3. miejsce     | Mecz o 3. miejsce     |                  |              |                       |                       |           |           |                       |                       |       |       |
|  | 16 grudnia – Abu Zabi | 16 grudnia – Abu Zabi | 19 grudnia – Abu Zabi | 19 grudnia – Abu Zabi |                  |              |                       |                       |           |           |                       |                       |       |       |
|  | 16 grudnia – Abu Zabi | 16 grudnia – Abu Zabi | 19 grudnia – Abu Zabi | 19 grudnia – Abu Zabi |                  |              |                       |                       |           |           |                       |                       |       |       |
|  | TP Mazembe            | 2                     | Pohang Steelers       | 1 (4)                 |                  |              |                       |                       |           |           |                       |                       |       |       |
|  | TP Mazembe            | 2                     | Pohang Steelers       | 1 (4)                 |                  |              |                       |                       |           |           |                       |                       |       |       |
|  | Auckland City FC      | 3                     | Atlante               | 1 (3)                 |                  |              |                       |                       |           |           |                       |                       |       |       |
|  | Auckland City FC      | 3                     | Atlante               | 1 (3)                 |                  |              |                       |                       |           |           |                       |                       |       |       |

Czas ZEA (UTC+4)

### Kwalifikacje
| 9 grudnia 2009 20:00 | Auckland City FC · Dickinson 45' · Coombes 67' | 2 – 01-0Raport | Al-Ahli Dubaj | Mohammed Bin Zayed Stadium, Abu Zabi Widzów: 14 856 Sędzia: Carlos Eugênio Simon |
|                      |                                                |                |               |                                                                                  |

### Ćwierćfinały
| 11 grudnia 2009 20:00 | TP Mazembe · Bedi 28' | 1 – 21-0Raport | Pohang Steelers · Denilson 50' 78' | Mohammed Bin Zayed Stadium, Abu Zabi Widzów: 9627 Sędzia: Peter O Leary |
|                       |                       |                |                                    |                                                                         |

| 12 grudnia 2009 20:00 | Auckland City FC | 0 – 30-1Raport | Atlante · Arreola 50' · Berdmúdez 78' · Lucas Silva 90+1' | Mohammed Bin Zayed Stadium, Abu Zabi Widzów: 7222 Sędzia: Coffi Codjia |
|                       |                  |                |                                                           |                                                                        |

### Półfinały
| 15 grudnia 2009 20:00 | Pohang Steelers · Denilson 71' | 1:20:1Raport | Estudiantes · Benítez 45+2', 53' | Mohammed Bin Zayed Stadium, Abu Zabi Widzów: 22 626 Sędzia: Roberto Rosetti |
|                       |                                |              |                                  |                                                                             |

| 16 grudnia 2009 20:00 | Atlante · Rojas 5' | 1:31:1Raport | FC Barcelona · Busquets 35' · Messi 55' · Pedro 67' | Sheikh Zayed Stadium, Abu Zabi Sędzia: Carlos Simon |
|                       |                    |              |                                                     |                                                     |

### Mecz o 5 miejsce
| 16 grudnia 2009 17:00 | TP Mazembe · Kasongo 60' · Kasula 67' | 2:30:1Raport | Auckland City FC · Hayne 29' 72' · van Steeden 90+4' | Sheikh Zayed Stadium, Abu Zabi Sędzia: Benito Archundia |
|                       |                                       |              |                                                      |                                                         |

### Mecz o 3 miejsce
| 19 grudnia 2009 17:00             | Pohang Steelers · Denilson 42' | 1:1 k. 4:31:0Raport                              | Atlante · Marquez 46' | Sheikh Zayed Stadium, Abu Zabi Sędzia: Matthew Breeze |
|                                   |                                |                                                  |                       |                                                       |
|                                   |                                | Rzuty karne                                      |                       |                                                       |
| No · Denilson · Shin · Park · Kim |                                | Solari · Marquez · Peralta · Lucas Silva · Vilar |                       |                                                       |

### Finał
| 19 grudnia 2009 17:00 | FC Barcelona · Pedro 89' · Messi 110' | 2:10:1Raport | Estudiantes · Boselli 37' | Sheikh Zayed Stadium, Abu Zabi Widzów: 40.350 Sędzia: Benito Archundia |
|                       |                                       |              |                           |                                                                        |

## Strzelcy
4 gole
- Denilson (Pohang Steelers)

2 gole
- Leandro Benítez (Estudiantes)
- Jason Hayne (Auckland City FC)
- Lionel Messi (FC Barcelona)
- Pedro (FC Barcelona)

1 gol
- Daniel Arreola (Atlante Cancún)
- Mbenza Bedi (TP Mazembe)
- Christian Bermudez (Atlante Cancún)
- Mauro Boselli (Estudiantes)
- Sergio Busquets (FC Barcelona)
- Chad Coombes (Auckland City FC)
- Adam Dickinson (Auckland City FC)
- Ngandu Kasongo (TP Mazembe)
- Kilitcho Kasusula (TP Mazembe)
- Rafael Márquez (Atlante Cancún)
- Guillermo Rojas (Atlante Cancún)
- Lucas Silva (Atlante Cancún)
- Riki van Steeden (Auckland City FC)

## Końcowa kwalifikacja

### Tabela finałowa
| Miejsce | Klub                 | Państwo                       | Konfederacja |
| ------- | -------------------- | ----------------------------- | ------------ |
| 1       | FC Barcelona         | Hiszpania                     | UEFA         |
| 2       | Estudiantes La Plata | Argentyna                     | CONMEBOL     |
| 3       | Pohang Steelers      | Korea Południowa              | AFC          |
| 4       | Atlante Cancún       | Meksyk                        | CONCACAF     |
| 5       | Auckland City FC     | Nowa Zelandia                 | OFC          |
| 6       | TP Mazembe           | Demokratyczna Republika Konga | CAF          |
| 7       | Al-Ahli Dubaj        | Zjednoczone Emiraty Arabskie  | AFC          |

## Nagrody
| Złota piłka                 | Srebrna piłka                      | Brązowa piłka       |
| --------------------------- | ---------------------------------- | ------------------- |
| Lionel Messi (FC Barcelona) | Juan Sebastián Verón (Estudiantes) | Xavi (FC Barcelona) |

| Fair play | Atlante Cancún |